# Razsnova (literatura)
Razsnova ali katastrofa razreši dramsko dogajanje in sprosti gledalčevo napetost ter  je del t. i. dramskega tikotnika ki ga je v svojem delu v delu »Tehnika drame« (Technik des Dramas) postavil Gustav Fraytag.
Pri razsnovi junak propade, vendar le fizično. Moralno in idejno zmaga. Razsnova ne sme nikoli iznenaditi. Gledalec mora biti z zaključkom zadovoljen, tako da lahko reče: »No, saj sem si mislil! Saj drugače ni moglo biti.« Sklepni akord je dober če zadaovoljivo ublaži poslednji dogodek in dá slutiti posledice dejanja v drami.
Primer. Shakespeare, Julij Cezar.
Antonij porazi Kasija. Ker ta domneva, da je poražena tudi Brutova vojska, v obupu naredi samomor. Brutu se znova prikaže Cezarjev duh. zdaj spozna, da mu ni rešitve. Malodušen zaradi Kasijeve smrti se ubije tudi sam. Antonij in Oktavijan žaljujeta za Brutom kot po najboljšem Rimljanu in mu pripravita časten pokop. (Sklepni akord.)